# DEL 2025/26
Die DEL-Saison 2025/26 wird die 32. Saison der Deutschen Eishockey Liga, der höchsten Liga im deutschen Eishockey. Die Saison startet am 9. September 2025 und endet voraussichtlich am 7. Mai 2026. Die Eisbären Berlin gehen als Titelverteidiger in die Saison, die sie mit 4:1-Siegen im Playoff-Finale 2025 gegen die Kölner Haie gewannen.

## Teilnehmer
Die Liga spielt mit 14 Mannschaften. Da der Meister der DEL2 2024/25, die Dresdner Eislöwen, sich für eine DEL-Lizenz beworben hatte, stieg dieser erstmals in die DEL auf, während die Düsseldorfer EG in die DEL2 abstieg.

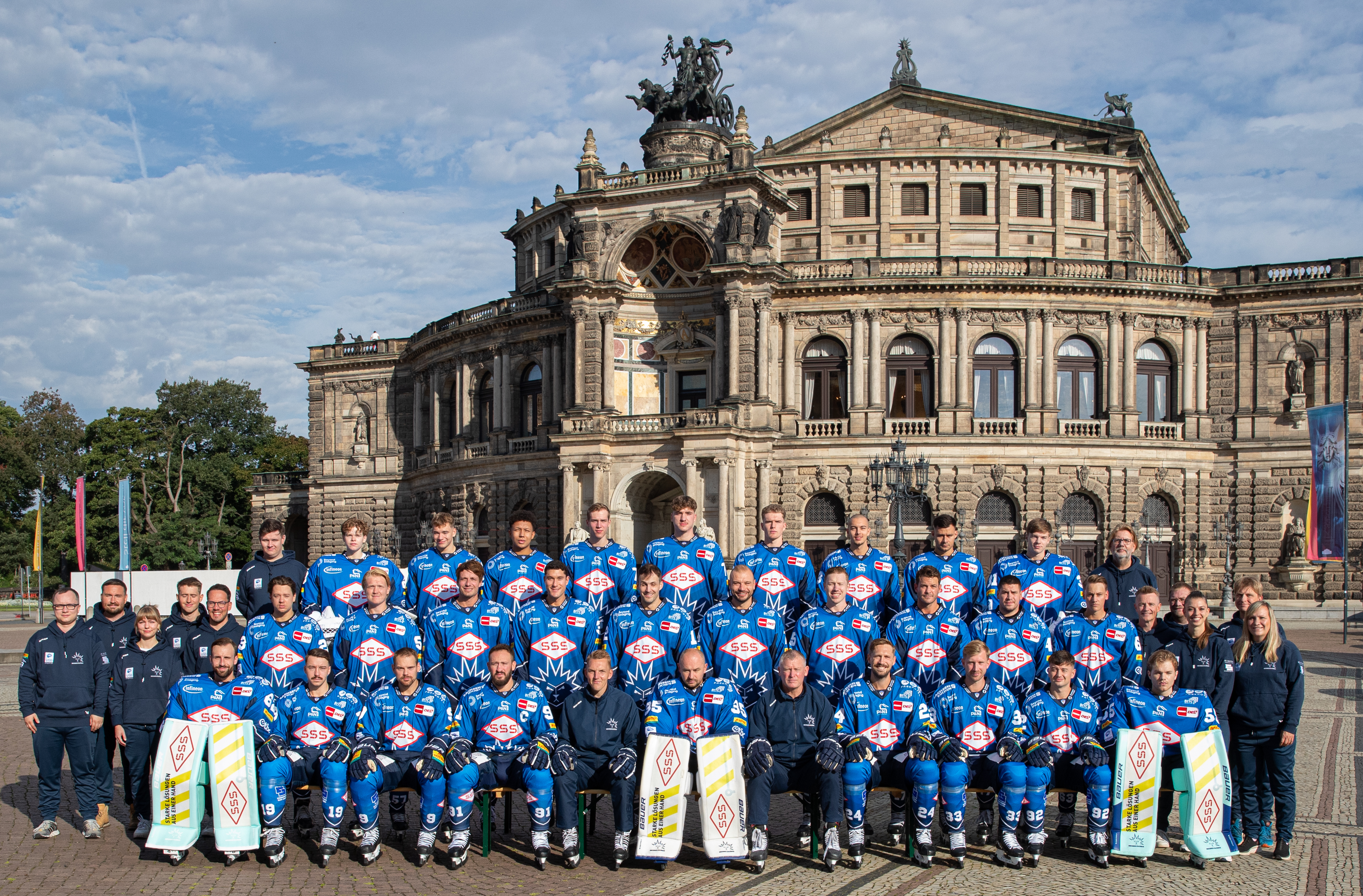
Mannschaftskader des Aufsteigers Dresdner Eislöwen vor der Semperoper, Aug. 2025

| Klub                           | Ort                    | Stadion                  | Kapazität | Hauptrunde 2024/25        | Play-offs 2024/25 |
| ------------------------------ | ---------------------- | ------------------------ | --------- | ------------------------- | ----------------- |
| Augsburger Panther             | Augsburg               | Curt-Frenzel-Stadion     | 6.179     | 13.                       | –                 |
| Eisbären Berlin                | Berlin                 | Uber Arena               | 14.200    | 2.                        | Meister           |
| Fischtown Pinguins Bremerhaven | Bremerhaven            | Eisarena Bremerhaven     | 4.647     | 3.                        | Viertelfinale     |
| Dresdner Eislöwen              | Dresden                | Joynext Arena            | 4.412     | Meister DEL2 & Aufsteiger | –                 |
| Löwen Frankfurt                | Frankfurt              | Eissporthalle Frankfurt  | 6.990     | 10.                       | 1. Playoff-Runde  |
| ERC Ingolstadt                 | Ingolstadt             | Saturn-Arena             | 4.816     | 1.                        | Halbfinale        |
| Iserlohn Roosters              | Iserlohn               | Balver Zinn Arena        | 4.967     | 12.                       | –                 |
| Kölner Haie                    | Köln                   | Lanxess Arena            | 18.600    | 6.                        | Vizemeister       |
| Adler Mannheim                 | Mannheim               | SAP Arena                | 13.600    | 4.                        | Halbfinale        |
| EHC Red Bull München           | München                | SAP Garden               | 10.796    | 5.                        | Viertelfinale     |
| Nürnberg Ice Tigers            | Nürnberg               | PSD Bank Nürnberg Arena  | 7.672     | 8.                        | Viertelfinale     |
| Straubing Tigers               | Straubing              | Eisstadion am Pulverturm | 5.635     | 7.                        | Viertelfinale     |
| Schwenninger Wild Wings        | Villingen-Schwenningen | Helios Arena             | 6.125     | 9.                        | 1. Playoff-Runde  |
| Grizzlys Wolfsburg             | Wolfsburg              | Eis Arena Wolfsburg      | 4.503     | 11.                       | –                 |

## Modus
Die Teams spielen eine Doppelrunde, d. h. jede der 14 Mannschaften spielt in der Hauptrunde je zwei Mal zu Hause und zwei Mal auswärts gegen jedes andere Team. Damit absolviert jedes Team 52 Hauptrundenspiele.
Die zehn bestplatzierten Mannschaften nach der Hauptrunde qualifizieren sich für die Play-offs. Dabei spielen die Mannschaften auf den Rängen sieben bis zehn in der ersten Play-off-Runde im Modus Best-of-Three. Die Sieger dieser Runde sowie die Mannschaften auf den Rängen eins bis sechs bestreiten das Viertelfinale, das wie die weiteren Runden im Best-of-Seven ausgetragen wird.
Der Letzte der Hauptrunde steigt in die DEL2 ab, insofern der Meister der DEL2 die DEL-Lizenz beantragt und erhält.

## Hauptrunde

### Hauptrundentabelle
Für einen Sieg nach der regulären Spielzeit werden einer Mannschaft drei Punkte gutgeschrieben, ist die Partie nach 60 Minuten unentschieden, erhalten beide Teams einen Punkt, dem Sieger der fünfminütigen Verlängerung (nur mit drei gegen drei Feldspielern) beziehungsweise nach einem nötigen Penaltyschießen wird ein weiterer Punkt gutgeschrieben. Verliert eine Mannschaft in der regulären Spielzeit, erhält sie keine Punkte.
|     | Mannschaft                     | Sp | S | OTS | SOS | OTN | SON | N | Pkt | %  | T | GT | Heim    | Gast    |
| --- | ------------------------------ | -- | - | --- | --- | --- | --- | - | --- | -- | - | -- | ------- | ------- |
| 1.  | ERC Ingolstadt                 | 0  | 0 | 0   | 0   | 0   | 0   | 0 | 0   | 0% | 0 | 0  | 0-0-0-0 | 0-0-0-0 |
| 2.  | Eisbären Berlin (M)            | 0  | 0 | 0   | 0   | 0   | 0   | 0 | 0   | 0% | 0 | 0  | 0-0-0-0 | 0-0-0-0 |
| 3.  | Fischtown Pinguins Bremerhaven | 0  | 0 | 0   | 0   | 0   | 0   | 0 | 0   | 0% | 0 | 0  | 0-0-0-0 | 0-0-0-0 |
| 4.  | Adler Mannheim                 | 0  | 0 | 0   | 0   | 0   | 0   | 0 | 0   | 0% | 0 | 0  | 0-0-0-0 | 0-0-0-0 |
| 5.  | EHC Red Bull München           | 0  | 0 | 0   | 0   | 0   | 0   | 0 | 0   | 0% | 0 | 0  | 0-0-0-0 | 0-0-0-0 |
| 6.  | Kölner Haie                    | 0  | 0 | 0   | 0   | 0   | 0   | 0 | 0   | 0% | 0 | 0  | 0-0-0-0 | 0-0-0-0 |
| 7.  | Straubing Tigers               | 0  | 0 | 0   | 0   | 0   | 0   | 0 | 0   | 0% | 0 | 0  | 0-0-0-0 | 0-0-0-0 |
| 8.  | Nürnberg Ice Tigers            | 0  | 0 | 0   | 0   | 0   | 0   | 0 | 0   | 0% | 0 | 0  | 0-0-0-0 | 0-0-0-0 |
| 9.  | Schwenninger Wild Wings        | 0  | 0 | 0   | 0   | 0   | 0   | 0 | 0   | 0% | 0 | 0  | 0-0-0-0 | 0-0-0-0 |
| 10. | Löwen Frankfurt                | 0  | 0 | 0   | 0   | 0   | 0   | 0 | 0   | 0% | 0 | 0  | 0-0-0-0 | 0-0-0-0 |
| 11. | Grizzlys Wolfsburg             | 0  | 0 | 0   | 0   | 0   | 0   | 0 | 0   | 0% | 0 | 0  | 0-0-0-0 | 0-0-0-0 |
| 12. | Iserlohn Roosters              | 0  | 0 | 0   | 0   | 0   | 0   | 0 | 0   | 0% | 0 | 0  | 0-0-0-0 | 0-0-0-0 |
| 13. | Augsburger Panther             | 0  | 0 | 0   | 0   | 0   | 0   | 0 | 0   | 0% | 0 | 0  | 0-0-0-0 | 0-0-0-0 |
| 14. | Dresdner Eislöwen (A)          | 0  | 0 | 0   | 0   | 0   | 0   | 0 | 0   | 0% | 0 | 0  | 0-0-0-0 | 0-0-0-0 |

Abkürzungen: Sp. = Spiele, S = Siege, OTS = Siege nach Verlängerung, SOS = Siege nach Penaltyschießen, OTN = Niederlagen nach Verlängerung, SON = Niederlagen nach Penaltyschießen, N = Niederlagen, Pkt = Punkte, T = Tore, GT = Gegentore, A = Aufsteiger aus der DEL2

Erläuterungen: Direkte Qualifikation für die Play-offs und Qualifikation für die Champions Hockey League 2026/27, Direkte Qualifikation für die Play-offs, Erste Play-off-Runde, Saison beendet, Abstieg in die DEL2, wenn der DEL2-Meister die Lizenz für die DEL-Saison 2026/27 erhält